# Enneada
Enneada (stgr. ἐννεάς enneas, dopełniacz ἐννεάδος enneados, od ἐννέα ennea – „dziewięć”; eg. pesedżet), Dziewiątka bogów – określenie stosowane najczęściej w mitologii egipskiej, oznaczające panteon bogów. Liczba dziewięć ma symbolizować potrojoną trójkę, co według numerologów miało magiczne znaczenie. Dziewiątka bogów była uznawana za ważniejszą od innych bóstw mitologii egipskiej.
W zależności od czasu i miejsca wyróżniano Wielką Enneadę, Mniejszą Enneadę, Podwojoną Enneadę i wielokrotną, np. Siedmiokrotną Enneadę. Niektórzy faraonowie dokładali do enneady samych siebie, np. Seti I w zbudowanej przez siebie świątyni, czcił enneadę złożoną z sześciu bogów oraz niego samego w trzech osobach. Egipskie słowo „pesedżet”, tłumaczone zwykle jako enneada nie musi wcale oznaczać dziewięciu bogów. Niektóre pesedżety zawierały od siedmiu do dziesięciu bogów.
Najbardziej znana enneada, nazywana jest Wielką Enneadą lub Enneadą z Heliopolis. Składa się ona z Atuma – jednego z głównych i najstarszych bogów starożytnego Egiptu, Szu – syna Atuma, Tefnut – żony Szu, Geba i Nut – dzieci Szu i Tefnut, oraz wreszcie wnuków Szu i Tefnut – Ozyrysa, Izydy, Seta oraz Neftydy.
Nie wiadomo dlaczego akurat ci bogowie trafili do Wielkiej Enneady. Do połowy XX wieku egiptolodzy sądzili, że Enneadę stworzyli kapłani starożytnego Heliopolis, aby móc wynieść ponad tych bogów boga-słońce Ra, ale współcześnie hipoteza ta nie jest powszechne uznawana za poprawną. Wiadomo na pewno, że Wielka Enneada pierwszy raz pojawiła się za czasów szóstej dynastii i przyczyniła się do nasilenia kultu Ra.